# Rosa Carmina
Rosa Carmina Riverón Jiménez (* 19. November 1929 in Havanna) ist eine mexikanische Schauspielerin, Tänzerin und Sängerin kubanischer Herkunft. Sie zählt zu den bekanntesten Darstellern des Mexikanischen Films der 1940er und 1950er Jahre. Durch ihre Rollen in Kriminalfilmen erhielt Carmina den Beinamen Queen of the Gangsters.

## Leben
Rosa Carmina wurde 1929 als jüngste von vier Geschwistern in Havanna geboren. Sie nahm bereits früh Tanzunterricht und wurde 1946 vom Filmproduzenten, Regisseur und Schauspieler Juan Orol entdeckt, der einen neuen Star für seine Filme suchte. Nach einem Vorsprechen bei Orol wurde Carmina für drei Filme unter Vertrag genommen.
Nachdem sich die ersten Filme mit Rosa Carmina als Erfolg erwiesen, wurde ihre Zusammenarbeit mit Juan Orol verlängert. Insgesamt wirkte sie bis 1955 in sechzehn seiner Filme mit. Da sie ihre bekanntesten Rollen in Film noirs spielte, erhielt Carmina den Beinamen Queen of the Gangsters. 1949 heirateten Carmina und Orol.
1950 drehte Rosa Carmina ihren ersten Film für das Filmstudio Producciones Rosas Priego und war in den folgenden Jahren auch in Produktionen anderer bekannter Regisseure wie Tulio Demicheli zu sehen. Nachdem sie eine Rolle in einem weiteren Film von Juan Orol abgelehnt hatte, beendete dieser 1955 die Zusammenarbeit nach neun Jahren. Bereits im Jahr zuvor war auch ihre Ehe gescheitert. Carmina wurde durch Silvia Pinal als Hauptdarstellerin in Orols Filmen ersetzt. In den folgenden Jahren ließ ihre Karriere leicht nach. Eine Ausnahme bildete die spanisch-mexikanische Co-Produktion Sag es mit Musik von Ignacio F. Iquino, in dem Carmina eine der Hauptrollen spielte. Der Film wurde zu einem großen Erfolg auf dem spanischsprachigen Markt.
In den folgenden Jahren war Rosa Carmina auch in anderen Genres wie Fantasy- und Horrorfilmen zu sehen. 1992 beendete sie ihre Laufbahn als Schauspielerin mit drei Gastauftritten in der Telenovela María Mercedes. 
Neben ihrer Filmkarriere trat Carmina auch als Schauspielerin, Sängerin und Tänzerin in Theatern, Liveshows und Nachtclubs in ganz Central- und Südamerika auf. In ihren letzten aktiven Jahren als Schauspielerin war sie zudem vermehrt als Gaststar in verschiedenen Fernsehserien zu sehen.
Rosa Carmina war fünfmal verheiratet. Ihr erster Mann war beim Militär tätig und Veteran des Zweiten Weltkriegs. Nach ihrer zweiten Ehe mit Juan Orol heiratete sie Ramon de Florez. Ihre beiden letzten Ehepartner waren Geschäftsmänner aus Spanien und dem Libanon. Carmina lebt heute in einem Anwesen nahe Barcelona.

## Ehrungen und Auszeichnungen
Für ihre Verdienste um den Mexikanischen Film wurde Rosa Carmina mehrfach ausgezeichnet. So erhielt sie 2003 den Preis der Special Silver Goddess der Mexican Cinema Journalists. Ausstellung über Rosa Carmina und ihre Filme wurden unter anderem im Centre Georges-Pompidou in Paris gezeigt. Zudem soll laut Aussage des mexikanischen Künstlers José Luis Cuevas das in den 1950er-Jahren umbenannte Viertel Zona Rosa in Mexiko-Stadt nach Carmina benannt sein.
Im 2012 erschienenen Spielfilm El fantástico mundo de Juan Orol über das Leben von Juan Orol spielt Rosa Carmina eine wichtige Rolle. Sie wird im Film von der mexikanischen Schauspielerin Ximena Rubio dargestellt.

## Filmografie (Auswahl)
- 1948: Tania, la bella salvaje
- 1948: El reino de los gángsters
- 1948: Gangsters contra charros
- 1950: Amor salvaje
- 1950: Cabaret Shangai
- 1951: En carne viva
- 1952: Viajera
- 1953: La diosa de Tahití
- 1954: Sandra, la mujer de fuego
- 1957: Sag es mit Musik (Quiéreme con musica)
- 1963: La sombra blanca
- 1975: Bellas de noche
- 1992: María Mercedes (Fernsehserie, drei Folgen)